# Akaroa Harbour

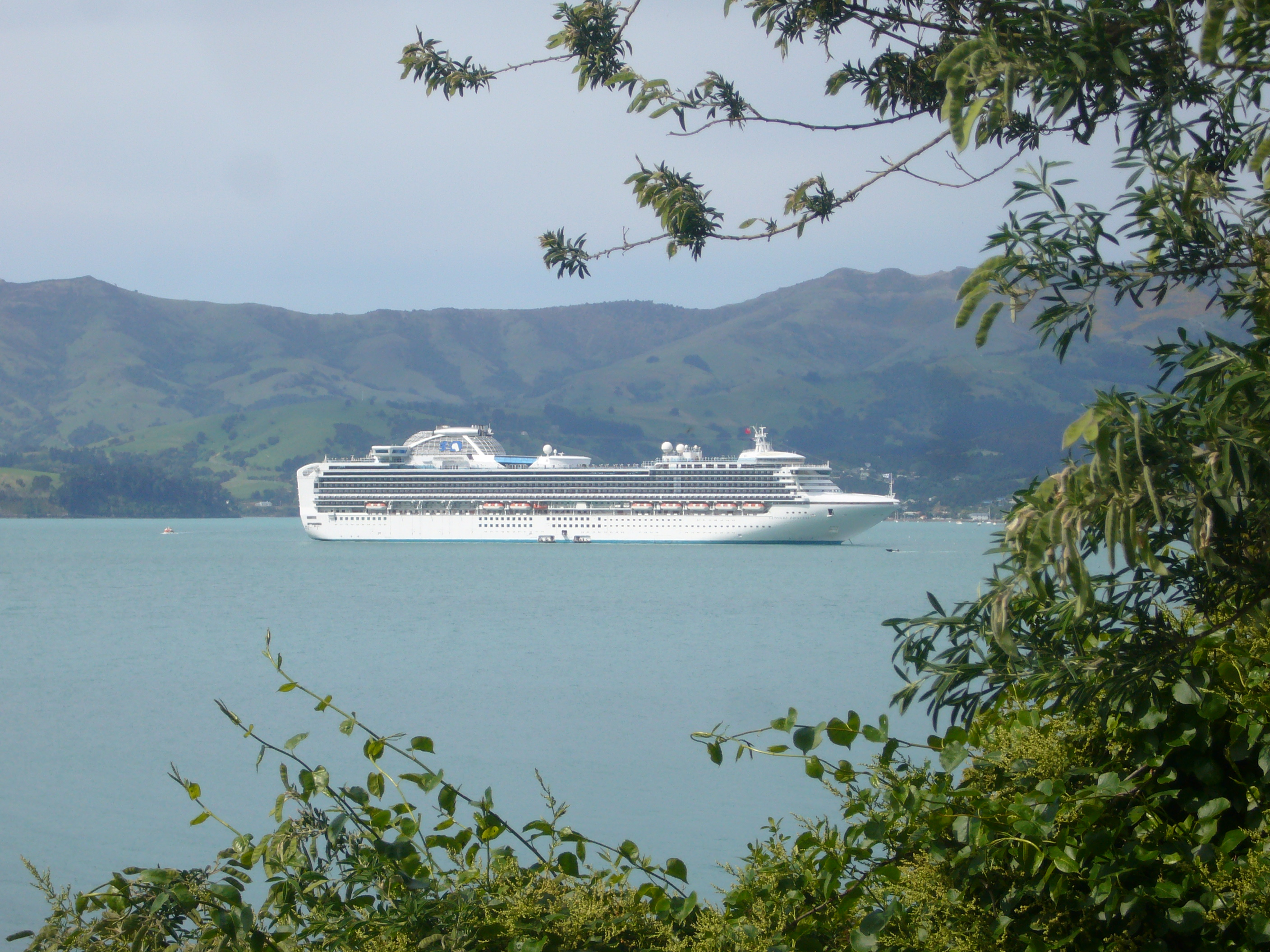
Het cruiseschip Sapphire Princess in de Akaroa Harbour

De Akaroa Harbour is een zeearm die zich bevindt in het Banks-schiereiland op het Zuidereiland van Nieuw-Zeeland. De zeearm strekt zich uit van de zuidkust van het schiereiland in een noordelijke richting. Aan het einde van de zeearm ligt schiereiland Onawe Peninsula, waarop zich vroeger een verdedigbare nederzetting (pa) van de Maori's bevond. De gehele zeearm is een krater van een uitgedoofde vulkaan. 
De belangrijkste plaats langs de zeearm is Akaroa, wat in het Maori "Lange haven" betekent. Andere plaatsen zijn Duvauchelle, Barrys Bay, French Farm en Wainui. Aan het begin van de zeearm bevindt zich het Akaroa Marine Reserve, een marien reservaat.

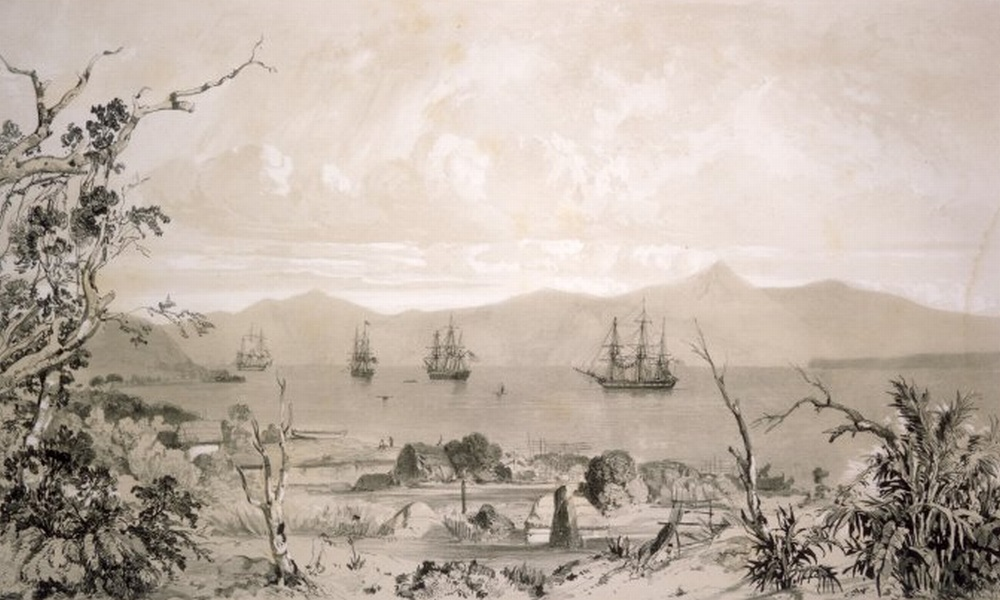
Akaroa Harbour in het begin van de 19e eeuw